# Jindřich Modráček
Jindřich Modráček (28. prosince 1943, Velká Dobrá) je český akademický malíř.

## Život
Narodil se 28. prosince 1943 ve Velké Dobré. V letech 1958 – 1962 studoval na Střední odborné škole výtvarné v Praze (nyní Vyšší odborná škola a Střední umělecká škola Václava Hollara) a následně v letech 1967 – 1973 na pražské Akademii výtvarných umění ve speciální škole profesora Karla Součka. Po absolutoriu, od roku 1973 do roku 1993 působil na AVU jako odborný asistent profesorů Karla Součka, Radomíra Koláře a Jiřího Sopka. Do dneška stále pracuje jako pedagog na soukromých školách v Praze a okolí. Podnikl řadu studijních cest do Německa (Západní Berlín), Itálie (Perugia 1969, Florencie 1988), Belgie, Lucemburska (1973, 1981), Norska, Švédska, Gruzie a Ruska.

## Dílo
Ve vlastní tvorbě se zpočátku věnoval abstraktním kompozicím, následně krajinám a figurálním malbám. Nyní se opět navrací k abstraktním kombinovaným technikám.

## Výstavy

### Samostatné výstavy
- 1981 Divadlo v Nerudovce, Praha
- 2008 Muzeum Vyškov
- 2009 Černá labuť, Praha
- 2010 Moravský Krumlov
- 2010 KIS Vyškov
- 2011 Zámek Plumlov
- 2011 Zámek Prostějov
- 2013 ABF Praha
- 2013 Rabasova galerie, Rakovník
- 2014 Hornický skanzen Mayrau ve Vinařicích, 28. 4. do 10. 8. 2014, kurátor výstavy: Dominika Havlová [2]

### Kolektivní výstavy
- 1973 Práce posluchačů Akademie výtvarných umění, Dům kultury SONP Kladno
- 1976 Umění mladých. Přehlídka současného českého výtvarného umění mladých, k 30. výročí založení Mezinárodního svazu studentstva, Praha
- 1977 Mladá tvorba 2, Žáci Akademie výtvarných umění Praha, Východočeská galerie v Pardubicích, Zámek, Pardubice
- 1978 Umění vítězného lidu. Přehlídka současného československého výtvarného umění, k 30. výročí Vítězného února, Praha
- 1978 Mladí výtvarní umělci k XI. světovému festivalu mládeže a studentstva v Havaně, Praha
- 1980 Výtvarní umělci k 35. výročí osvobození Československa Sovětskou armádou, Praha
- 1985 Vyznání životu a míru. Přehlídka československého výtvarného umění k 40. výročí osvobození Československa Sovětskou armádou, Praha
- 1985 Vyznán životu a míru. Přehlídka československého výtvarného umění k 40. výročí osvobození Československa Sovětskou armádou, Dom kultúry, Bratislava
- 1988 Přírůstky 1985 – 1987, Staroměstská radnice, Praha
- 1990 Výstava výsledků stipendií za rok 1989 – malíři, sochaři, grafici, Lidový dům, Praha
- 2010 Karel Souček a jeho žáci, kaple Vyškov
- 2011 Karel Souček a jeho žáci, Galerie slováckého muzea Uherské Hradiště

## Zastoupení ve sbírkách
- Národní galerie v Praze
- Galerie hlavního města Prahy
- soukromé sbírky v Německu, Belgii, Lucembursku a Holandsku.

## Ocenění díla
- 1979 diplom l'Académie Européenne des Beaux Arts, Luxembourg[1]